# Lothar Schirmer

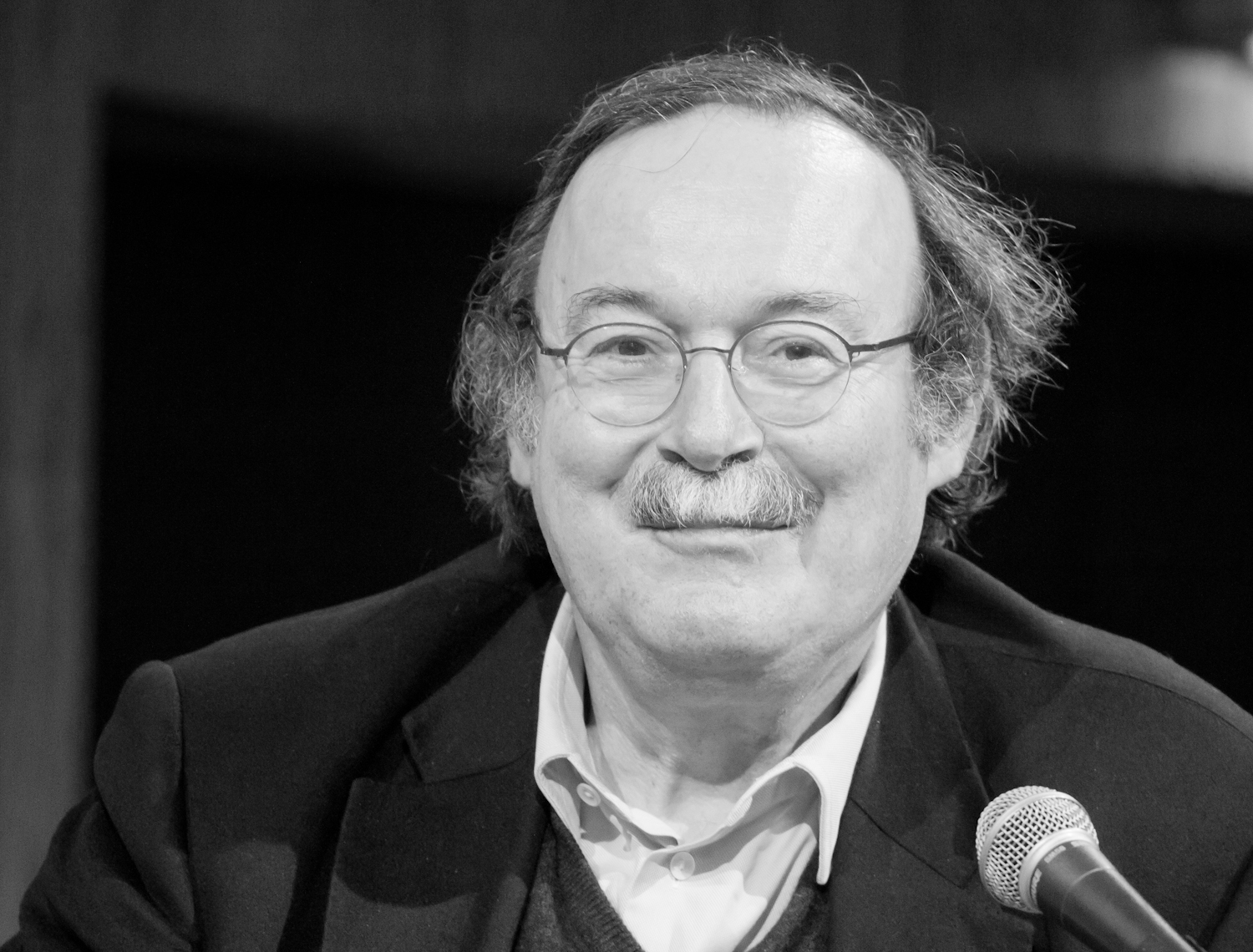
Lothar Schirmer Ende 2013

Lothar Schirmer (* 1. Februar 1945 in Schmalkalden) ist ein deutscher Verleger und Kunstsammler.

## Leben
Lothar Schirmer wurde als Sohn des späteren kaufmännischen Direktors der Bremer Vulkan Werner Schirmer geboren, seine Mutter hatte Damenschneiderin gelernt. Seine Brüder sind der Physiker Jochen Schirmer und der Intendant Friedrich Schirmer.
Der studierte Betriebswirt gründete und leitete den Schirmer/Mosel Verlag für Kunstbücher. Schirmer schloss bereits in jungen Jahren Freundschaft mit Künstlern wie Cy Twombly und Joseph Beuys und begann deren Werke zu sammeln. Durch den An- und Weiterverkauf von Kunstdrucken und Zeichnungen schuf Schirmer sein Verlagsstartkapital. Sein verlegerisches Debüt gab Schirmer mit der Wiederentdeckung des damals fast vergessenen Bildkünstlers der Weimarer Republik August Sander. Schirmer hatte die Rechte an den Porträts und Landschaftsbildern erworben. In ähnlicher Weise entdeckte er die bis dahin unbekannten Fotografien Heinrich Zilles aus dem Berliner „Milljöh“ um 1900.
Im Jahr 1973 wurde in Leverkusen das von Schirmer für eine Wanderausstellung zur Verfügung gestellte Kunstwerk Joseph Beuys’ Badewanne zerstört.
Zusammen mit Tanja Graf gründete Schirmer 2003 den Literaturverlag Schirmer/Graf, der seit 2015 in seiner Ursprungsform nicht mehr existiert.
Zum 75. Geburtstag von Schirmer erschien das Buch Über meine Künstler. Reden und Vorträge, ein kleiner Almanach mit zwanzig Reden auf Autoren und Künstler, deren Bildbände und Bücher seit 46 Jahren im Schirmer/Mosel Verlag publiziert wurden.

## Auszeichnungen

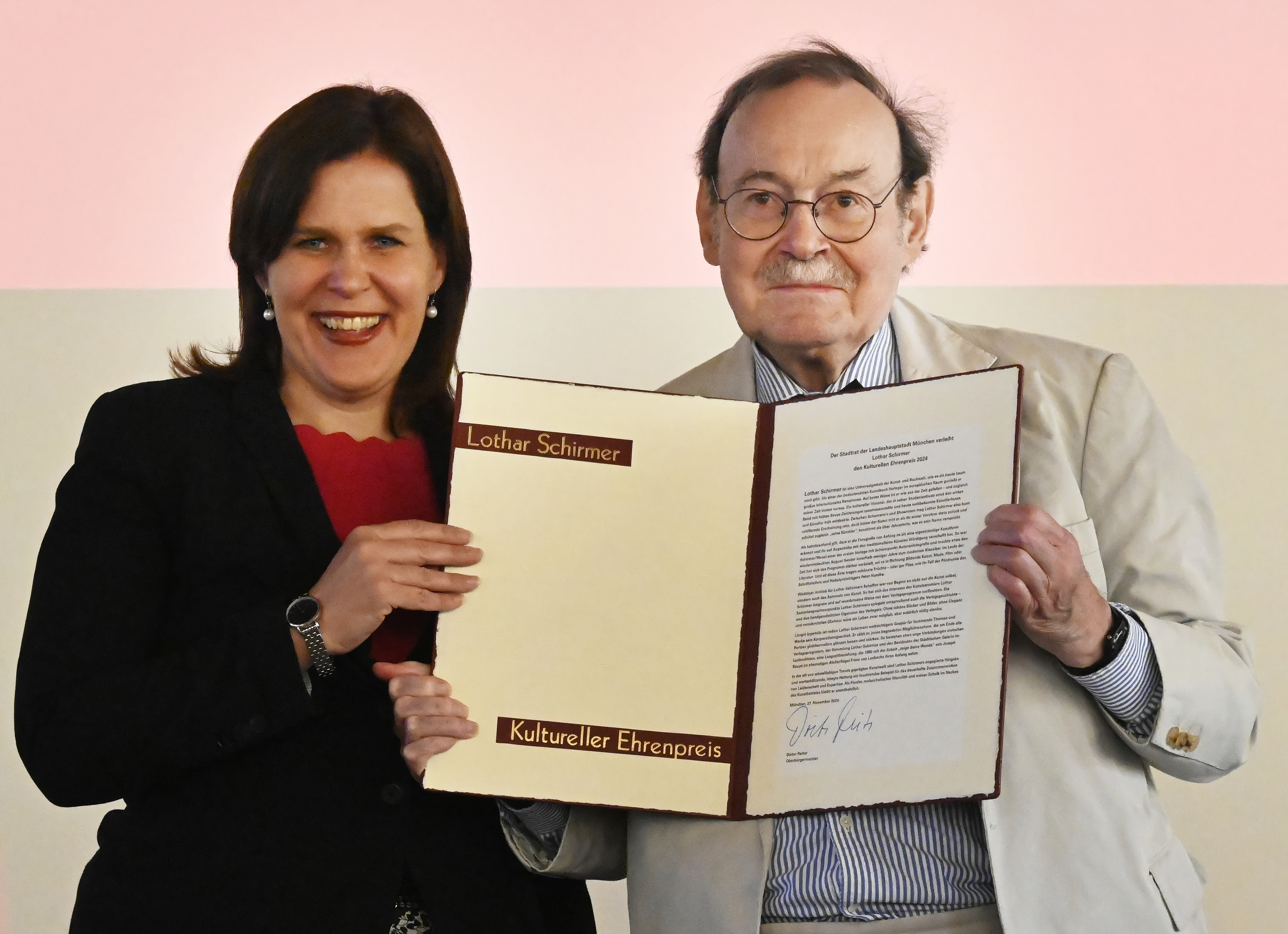
Bürgermeisterin Verena Dietl überreicht Lothar Schirmer den Kulturellen Ehrenpreis der Landeshauptstadt München

- 2012 wurde er von der Fachzeitschrift Buchmarkt als Verleger des Jahres ausgezeichnet.[7]
- 2014: Bundesverdienstkreuz (1. Klasse)[8]
- 2016: Kulturpreis der Deutschen Gesellschaft für Photographie[9]
- 2024: Kultureller Ehrenpreis der Landeshauptstadt München[10]

## Veröffentlichungen
- Über meine Künstler. Reden und Vorträge. Schirmer/Mosel, München 2020, ISBN 9783829609012.

## Dokumentationen
- Menschen in München – Lothar Schirmer – Verleger und Sammler (2015). Dokumentarfilm, Deutschland, 2015, 46 Minuten, Buch und Regie: Jörg van Hooven, Produktion: München TV, Erstausstrahlung: 30. Juni 2015, Video.